# Carlo Giuseppe Gené

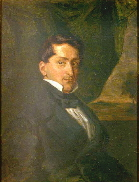
Carlo Giuseppe Gené

Carlo Giuseppe Géné (ur. 7 grudnia 1800, zm. 14 lipca 1847) – włoski zoolog i pisarz.
Géné urodził się w Turbigo w Lombardii i studiował na Uniwersytecie w Pawii. Jest autorem wielu publikacji z dziedziny biologii, w szczególności entomologii. W 1828 został na swoim uniwersytecie asystentem, w tym czasie udał się w podróż na Węgry skąd powrócił z kolekcją owadów. W latach 1833–1838 odbył w tym samym celu cztery podróże na Sardynię.
W 1830 Géné zastąpił Franco Andrea Bonelliego na stanowisku profesora zoologii i dyrektora muzeum zoologicznego w Turynie. Tam też znajduje się większość jego kolekcji owadów.
Łacińska (Chroicocephalus genei) nazwa mewy cienkodziobej pochodzi od jego nazwiska.

## Prace
- De quibusdam insectis Sardiniae novis aut minus cognitis. (1839)
- Dei pregiudizi popolari intorno agli animali (1869)